# بلاش بن يزدجرد
بلاش الذي يعرف عند الأوربيين باسم قُلوجسس أيضا ملك أربع سنين( 484- 488 م) في إيران وكان ملكاً ساسانياً. وكان كيزدجرد الأثيم، ومسالماً مؤثراً للعافية يحبه النصارى من رعاياه ويكرهه المحبوس.
وكانت المملكة في عهده مستكينة بما أصابها على أيدى الهياطلة، وأدّت إليهم الجزية نحو سنتين، وكأن حرب الانتقام من الهياطلة التي قادها سوفَزاى اختراع القصاص ليغسلوا هذا العار عن شرف الإيرانيين.
والظاهر أن الذي استطاعه سوفزاى. معاهدة العدوّ على المسالمة.
ومن آثاره بناء مدينة بلاشاباذ( ساباط) ومدينتان عند حلوان ومرو كل منهما تسمى بلاشكرد.
وتختلف الروايات في نهاية أمره، أخلع وقتل أم بقى ملكا إلى أن مات.